# El Mas del Llaurador
El Mas del Llaurador és un poble abandonat en el terme municipal de Valljunquera que actualment està en ruïnes. Està situat entre les poblacions de la Vall de Tormo i Valljunquera, sobre un pla entre dos valls que s'uneixen una volta han passat el nucli de població.
Destaca l'església de Sant Joan Degollat, construcció neoclàssica del segle xviii, a la part posterior hi ha la sagristia i el fossar, a la frontera principal pot observar-se a la dreta el campanar de secció quadrada i a l'esquerra un rellotge de sol pintat a la paret.
Des de l'any 1834 al 1845 el Mas del Llaurador apareix com un municipi independent amb ajuntament propi, però és a partir de 1845 quan perd la seua independència i quedava annexionat per a sempre com a barri del municipi de Valljunquera.
Les primeres notícies existents sobre el Mas del Llaurador són de 1646, quan la població albergava 90 veïns, i de 1787, quan n'eren 121. L'any 1834, la vila era un municipi independent amb ajuntament propi. Cap a 1915, José Pellicer, capellà de la població, convertia la casa parroquial en una escola religiosa amb un internat per a uns 30 alumnes.
La decadència de la vila la va portar la Guerra Civil, abandonant definitivament el poble els últims veïns per la dècada dels 60.

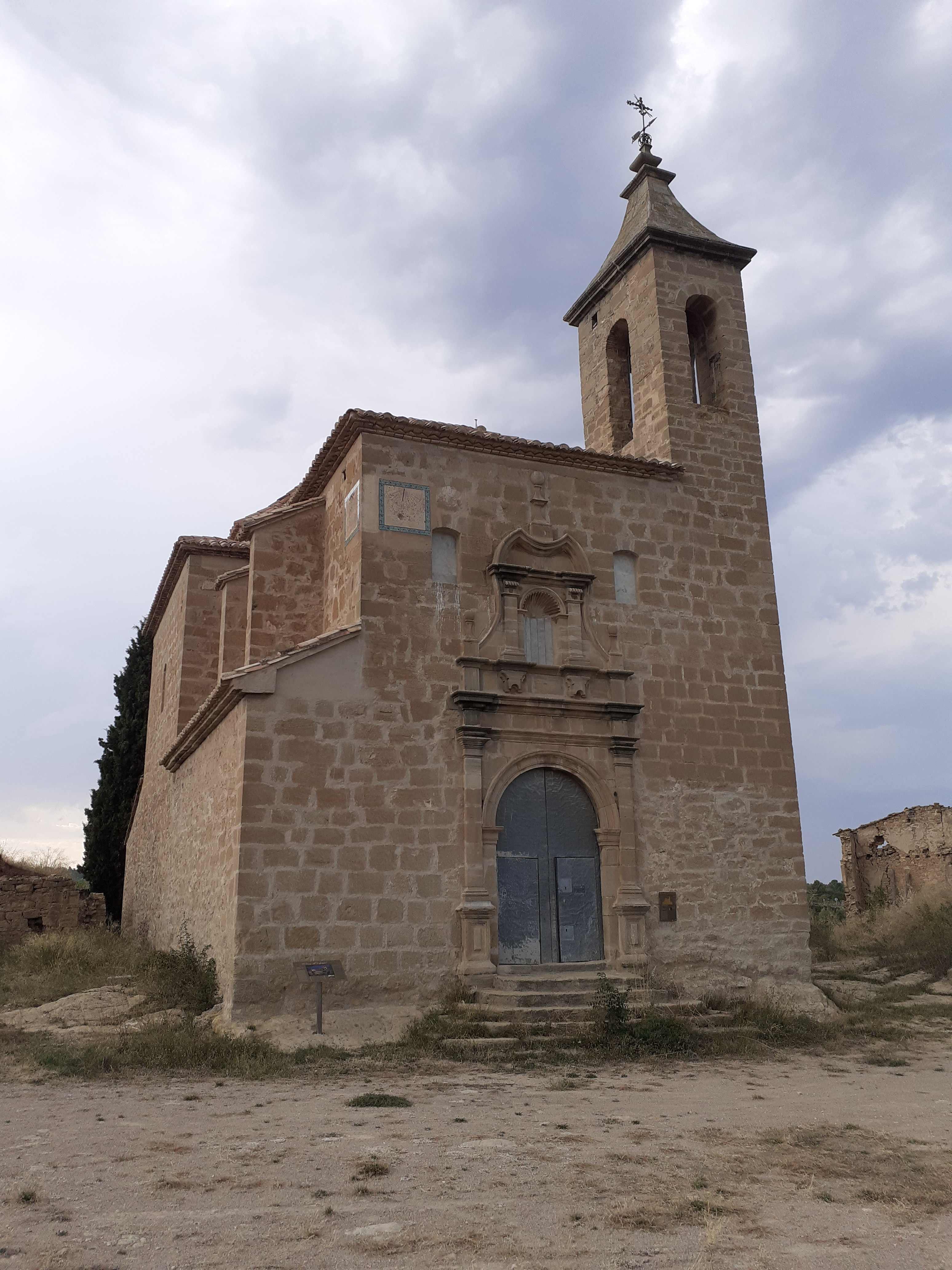
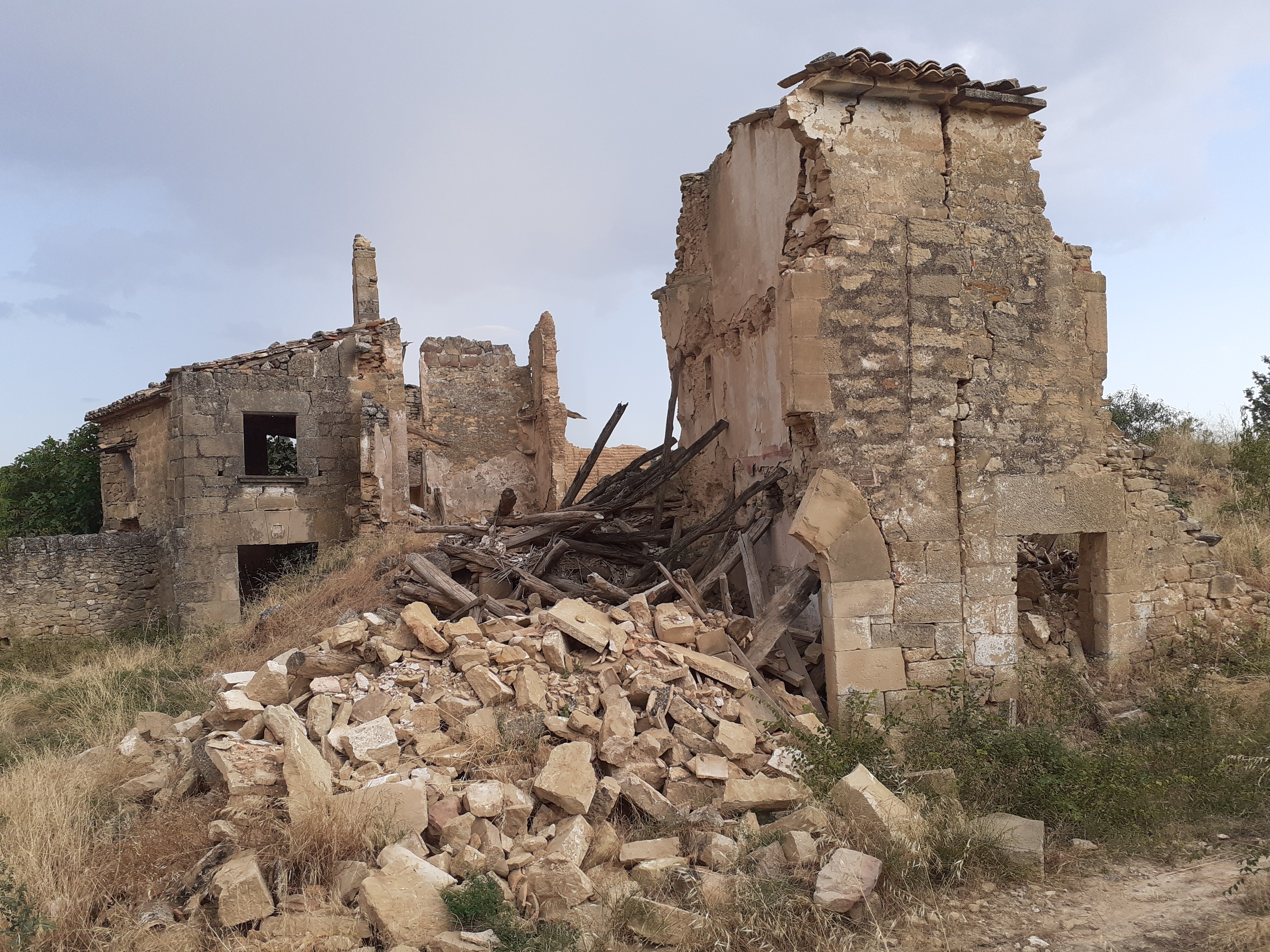
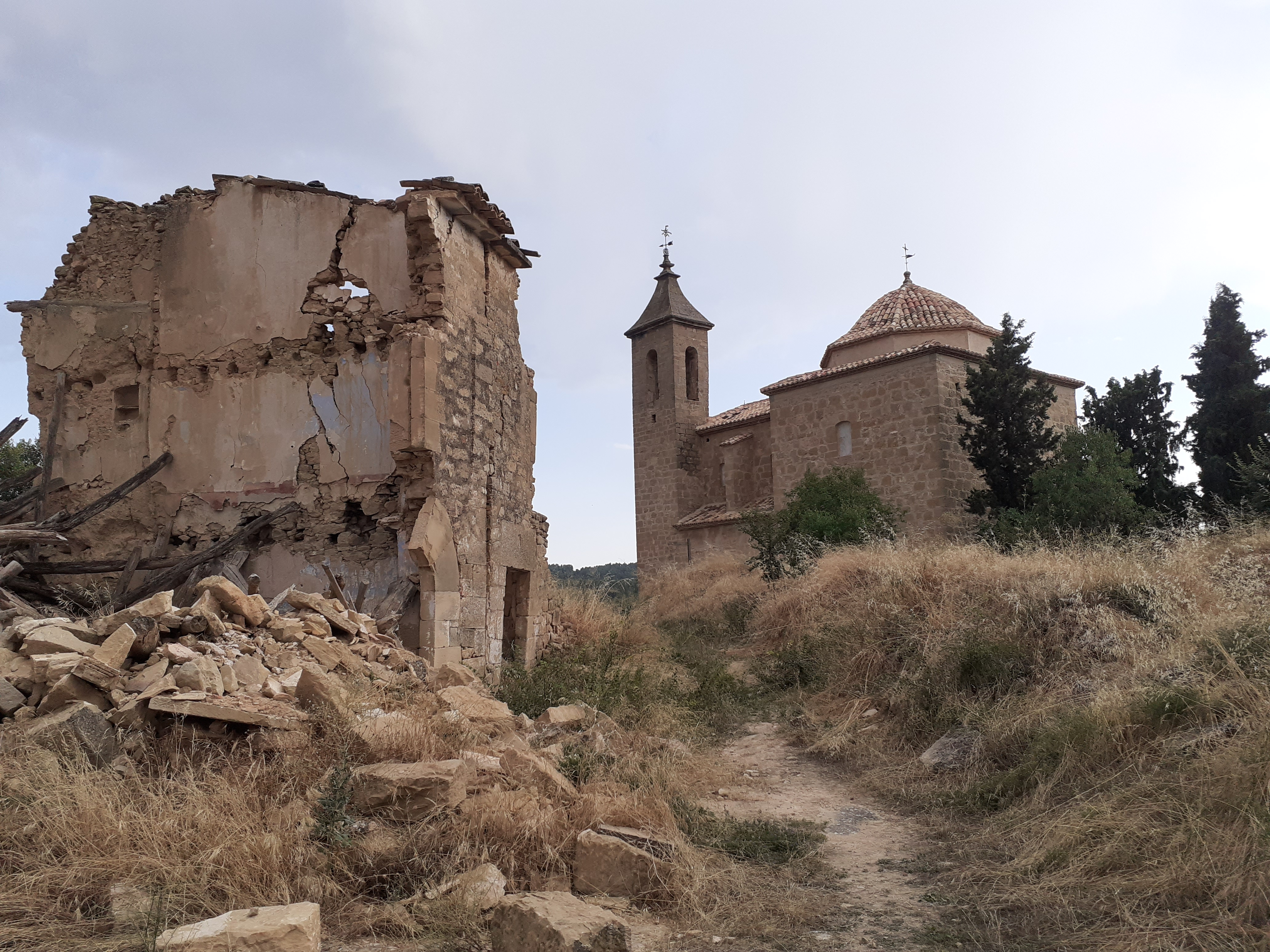
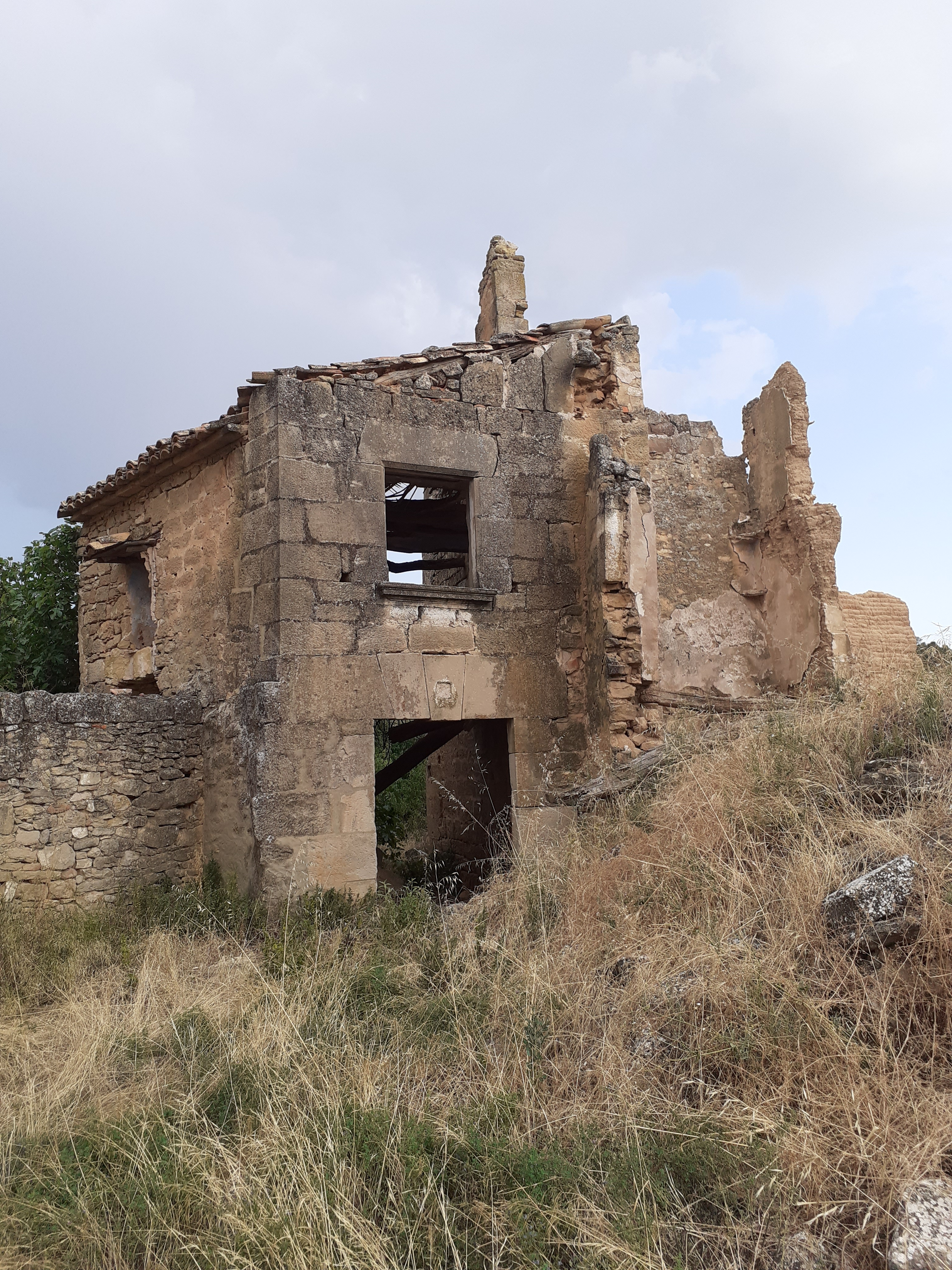
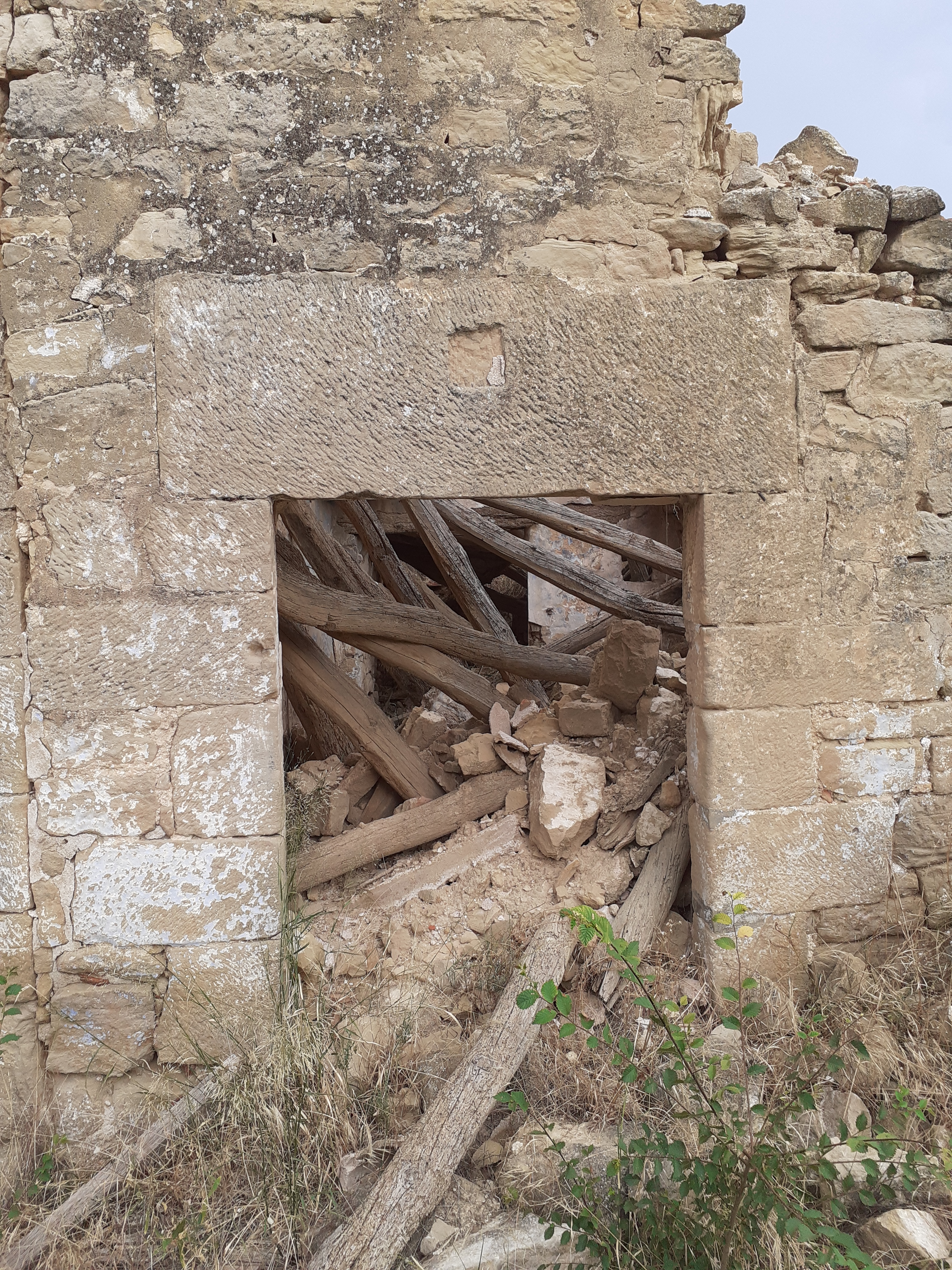
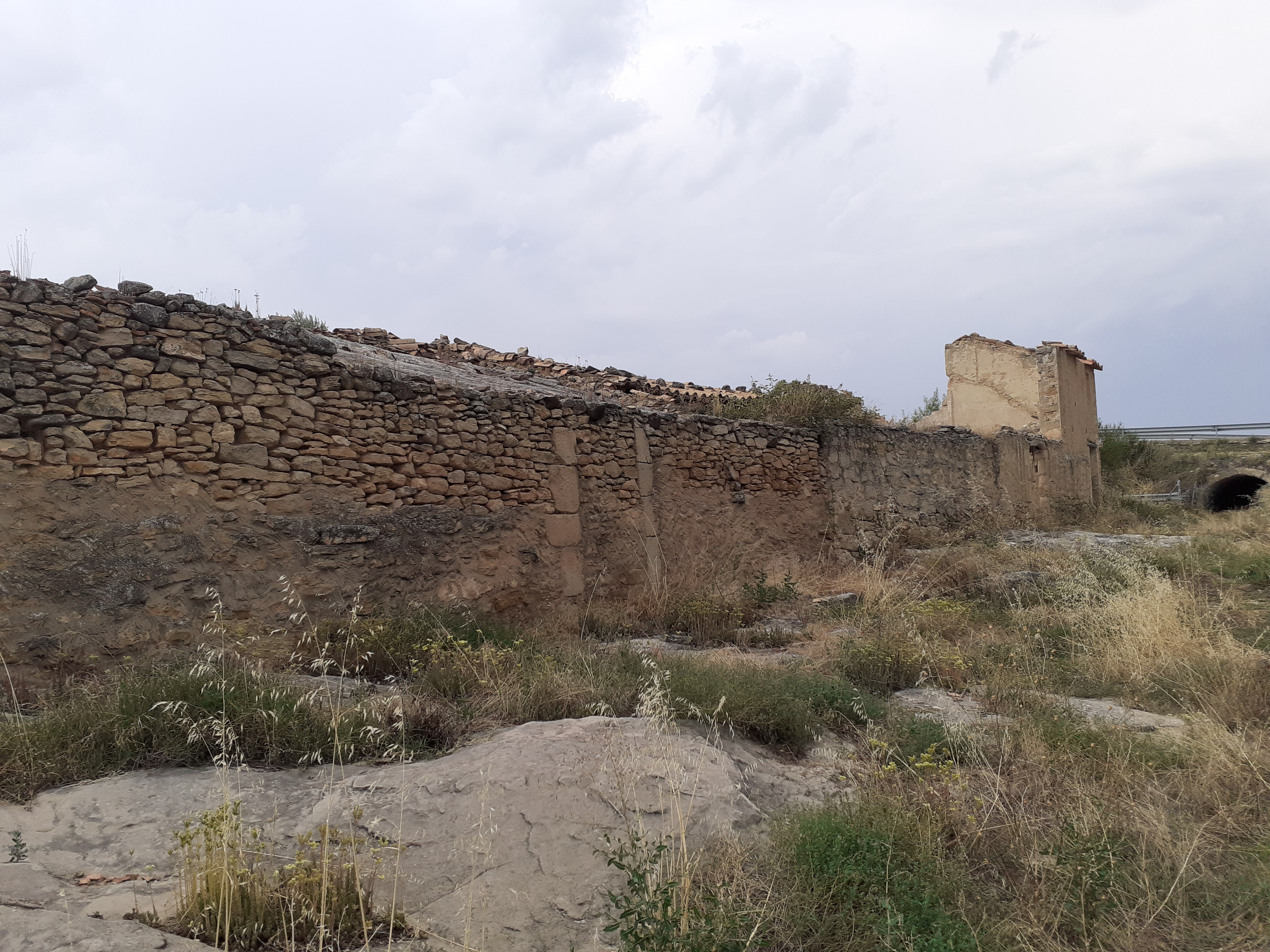